# František Nábělek (botanik)
František Nábělek (3. května 1884, Kroměříž – 10. června 1965, Uherské Hradiště) byl český botanik, který vychoval generaci slovenských botaniků. Velkou část své aktivní činnosti byl vysokoškolským pedagogem, působil hlavně na Slovenské univerzitě v Bratislavě.

## Studium
Narodil se jako nejstarší ze tří bratrů (o deset let mladší bratr Vojtěch vystudoval mimo přírodních věd i lékařství a o dvanáct let mladší bratr Ludvík byl lékařem, sestra Anna Nábělková byla klavírní virtuoska). František Nábělek dokončil roku 1901 gymnaziální studia v Kroměříži a za dalším vzděláním odjel na Vídeňskou univerzitu, kde byl žákem známých botaniků Richarda Wettsteina (Wettsteinův systém rostlin) a Julia Wiesnera. Studia ukončil v roce 1907.

## Působnost na Moravě
Jako čerstvý doktor filozofie (PhDr.) krátce nastoupil na gymnázium v Brně a pak až do roku 1921 vyučoval na gymnáziu v Lipníku nad Bečvou. Během té doby podnikal vědecké cesty, v létech 1909 až 1910 na Blízký východ a v roce 1918 na Balkán, procestoval také mnoho evropských zemí. Z cest si přivezl rozsáhlý materiál, který dále zpracovával téměř 20 let.
Od roku 1921 do roku 1939 opět vyučoval na gymnáziu v Brně. Roku 1925 habilitoval ze systematické botaniky na přírodovědecké fakultě Masarykovy univerzity v Brně, kde byl mezi léty 1925 až 1934 docentem a v létech 1934 až 1939 mimořádným profesorem.

## Působnost na Slovensku
V roce 1939 odešel do tehdejší odtržené Slovenské republiky kde se stal profesorem systematické botaniky na nově založené přírodovědecké fakultě tehdejší Slovenské univerzity v Bratislavě. Mezi roky 1945 až 1947 byl děkanem fakulty a v létech 1947 a 1948 rektorem Slovenské univerzity. V roce 1950 mu byla další pedagogická činnost znemožněna a byl z univerzity propuštěn. Po dobu svého působení na univerzitě se také věnoval vzniku botanického ústavu a botanické zahrady, ve které byl současně ředitelem. Založil také botanickou knihovnu a herbář.
Po nuceném odchodu z univerzity pracoval tři roky ve výzkumném ústavu potravinářském a od roku 1953 byl vedoucím v Arboretu Mlyňany, které přešlo pod správu Slovenské akademie věd. V arboretu zpracoval první ucelený seznam zde rostoucích rostlin „Květena Arboreta Mlyňany“. Roku 1960 odešel na odpočinek na rodnou Moravu, kde 10. června 1965 zemřel.
Slovenskou odbornou veřejností je mu přiznáváno, že vychoval mnoho nových slovenských botaniků. V městské části Bratislavy v Karlově Vsi, kde se nachází univerzitní botanická zahrada, je ulice nesoucí jeho jméno „Nábělkova ulica“.

## Odborná činnost
Své stěžejní vědecké práce publikoval převážně ještě v době svého působení v Brně kdy mu zbývalo více času na cestování a studium. Po odchodu do Bratislavy byl plně vytížen vyučováním a organizační práci na fakultě i v botanické zahradě a členstvím v mnoha komisích a vědeckých společnostech. Přesto je autorem asi 78 nových druhů rostlin převážně z oblasti Orientu. Jeho standardní autorská zkratka „Nabelek“ je v IPNI uvedena u 148 záznamů.
Výběr z jeho vydaných prací:
- 1908 Jak se chrání rostliny od uschnutí
- 1916 Van a jezero Vanské v Armenii (In Roční zpráva matičné české reálky v Lipníku)
- 1918 O vegetaci v Mezopotámií a Kurdistánu
- 1922 Papaver curviscapum sp. nova
- 1924 Cruciferarum orientalimus genus novum
- 1927 Quelques paysages moius cormus der Kurdistan
- 1929 Wildwachsende Stammformen unserer Gerste aus dem Orient
- 1935 Vegetations bilder aus Mesopotamien und den angrenzen der Kurdischen Gebirgen
- 1956 Arboretum Mlyňany: Vždy zelený park

Za nejvýznamnější je považováno jeho pětisvazkové dílo které je dosud významnou pomůckou při studiu flory Orientu
- 1923 - 1929 Iter Turcico-Persicum I. - V.[2][3][4][5][6]